# Sorosita
La sorosita es un mineral de la clase de los minerales elementos. Fue descubierta en 1998 en el río Baimka en la península de Chukchi (Rusia), siendo nombrada así en honor de George Soros, banquero estadounidense. Un sinónimo es su clave: IMA1994-047.

## Características químicas
Es una aleación de cobre, estaño y antimonio.

## Formación y yacimientos
Aparece en yacimientos sedimentarios de tipo placer de pepitas de oro y minerales del grupo del platino, en intrusiones de gabro pobres en sulfuro.
Suele encontrarse asociado a otros minerales como: estaño, stistaíta, herzenbergitea, casiterita o plomo.

## Usos
Puede ser recolectado en los placeres que se encuentra como mena de los metales de que se compone.